# Soul Coughing
Soul Coughing ist eine US-amerikanische Alternative-Rock-/Elektro-Band aus New York. Obwohl die Band nie den ganz großen Mainstream-Erfolg feiern konnte, stand sie von ihrer Gründung 1992 bis zu ihrer Auflösung im Jahr 2000 immer in der Gunst der Musikkritiker und konnte sich eine größere Fangemeinde im Underground schaffen. 2024 gingen die lange zerstrittenen Musiker wieder gemeinsam auf Konzerttournee.

## Geschichte
Mike Doughty, der spätere Frontmann von Soul Coughing, arbeitete in der Knitting Factory, einem New Yorker Musikclub, der sich auf Jazz und experimentelle Musik spezialisiert hatte. Hier lernte er auch die späteren Musiker von Soul Coughing kennen. Er traf Mark De Gli Antoni, der gerade einen Abschluss in Komposition am Mannes College of Music gemacht hatte und sich auf Sampling konzentrierte. Eines Tages brachte Doughty De Gli Antoni CDs (u. a. von Raymond Scott, Carl Stalling, Howlin’ Wolf und The Andrews Sisters), damit er diese samplelte. Diese Samples in Verbindung mit De Gli Antonis Eigenkompositionen und Doughtys markanten, halb gesprochenen, halb gesungenen Gesangslinien bildeten das musikalische Fundament von Soul Coughing. Ihren ersten Auftritt hatte die Band unter dem Namen „M. Doughtys Soul Coughing“ am 15. Juni 1992 in der Knitting Factory. Als weitere Musiker vervollständigten Sebastian Steinberg am Bass und Yuval Gabay, der schon mit John Zorn zusammengearbeitet hatte, am Schlagzeug, die Band. Im Jahr 1993 war auf einem Konzertplakat Soul Coughings „Deep Slacker Jazz“ als Überschrift zu lesen. Diese an The Whos „Maximum R&B“ angelehnte Bezeichnung behielt die Band als Beschreibung ihres Musikstils bis zu ihrer Auflösung im Jahr 2000. Obwohl die Band stets ausgeschlossen hat jemals wieder gemeinsam aufzutreten, kündigten Mike Doughty und die Band am 20. Juni 2024 an eine gemeinsame Tour in den USA im Herbst 2024 spielen zu wollen.
Die Band wurde innerhalb eines Jahres von Slash Records, einem Sublabel von London Records, das seine Platten über Warner Bros. in den USA vertrieb, unter Vertrag genommen, wo sie drei Alben veröffentlichte: Ruby Vroom (1994), Irresistible Bliss (1996) und El Oso (1998). Sebastian Steinberg erhielt im März 1998 in New York den Gibson Guitar Award. Nach der Auflösung der Band erschien im Jahr 2002 noch das Album Lust in Phaze – the Best of Soul Coughing bei Rhino Records.
2024 kam es zur Wiedervereinigung der Band.

## Stil
Soul Coughings Stil ist eine Mixtur aus Jazz, Funk, Hip-Hop und Rockmusik, woraus ein prägnanter eigenständiger Stil entstand, den Frontmann Mike Doughty selbst mit der Wortneuschöpfung „Deep Slacker Jazz“ umschrieb.

## Diskografie

### Alben
Die jeweiligen Singleauskopplungen sind fettgedruckt.
- Ruby Vroom (VÖ: 27. September 1994):

1. Is Chicago, Is Not Chicago
2. Sugar Free Jazz
3. Casiotone Nation
4. Blueeyed Devil
5. Bus To Beelzebub
6. True Dreams Of Wichita
7. Screenwriter's Blues
8. Moon Sammy
9. Supra Genius
10. City Of Motors
11. Uh, Zoom, Zip
12. Down To This
13. Mr. Bitterness
14. Janine

- Irresistible Bliss (VÖ: 9. Juli 1996):

1. Super Bon Bon
2. Soft Serve
3. White Girl
4. Soundtrack To Mary
5. Lazybones
6. 4 Out Of 5
7. Paint
8. Disseminated
9. Collapse
10. Sleepless
11. The Idiot Kings
12. How Many Cans?

- El Oso (VÖ: 29. September 1998):

1. Rolling
2. Misinformed
3. Circles
4. Blame
5. St. Louise Is Listening
6. Maybe I'll Come Down
7. Houston
8. $300
9. Fully Retractable
10. Monster Man
11. Pensacola
12. I Miss The Girl
13. So Far I Have Not Found The Science
14. The Incumbent

- Lust in Phaze - the best of Soul Coughing (VÖ: 19. März 2002):

1. Bus To Beelzebub
2. Sugar Free Jazz
3. True Dreams Of Wichita
4. Screenwriter's Blues
5. Janine
6. Blueeyed Devil
7. Buddha Rhubarb Butter
8. Unmarked Helicopters
9. Super Bon Bon
10. Soundtrack To Mary
11. Lazybones
12. Paint
13. Collapse
14. The Idiot Kings
15. Rolling
16. St. Louise Is Listening
17. $300
18. Circles
19. Super Bon Bon - (Propellerheads radio edit)
20. Casiotone Nation - (live)

- LIVE 2024 (VÖ: 4. April 2024)

## Verwendung der Musik in der Popkultur
Trotz ihres – für den amerikanischen Markt – nicht allzu großen kommerziellen Erfolges (150.000 verkaufte Tonträger des Debütalbums und 250.000 des Nachfolgers Irresistible Bliss) waren einige Lieder einem größeren Publikum bekannt. Dies rührte daher, dass verschiedene Filmemacher Soul Coughings Lieder als Filmmusik verwendeten:
- Is Chicago, Is Not Chicago vom Album Ruby Vroom ist auf dem Soundtrack zum Film „Tommy Boy – Durch dick und dünn“ zu hören (1995).
- Der Film „Batman & Robin“ verwendete den Titel The Bug (1997).
- Auf dem Soundtrack zum Film „Spawn“ ist der Titel A Plane Scraped It's Belly On A Sooty Yellow Moon, eine Kollaboration von Soul Coughing mit dem bekannten Drum-and-Bass-Produzenten Roni Size, zu hören (1997).
- Der Song Rolling schaffte es in das Betty Boop-„Musikvideo“ der „Groovies“ Serie von Cartoon Network, als auch auf den Soundtrack des australischen Films „Candy“ (2006).
- Circles war ebenfalls in der „Groovies“ Serie zu sehen, als Hintergrundmusik für das Flinststones-Cartoon-Video.
- Unmarked Helicopters erscheint sowohl auf dem Akte X-tie-in-Album „Songs in the Key of X“ (1996), als auch in der Episode „Max“ der vierten Season (1997). 16 Horses erschien im gleichnamigen Film zur Serie (1998)
- In einer europäischen Werbung für den Ford Transit ist der Titel Disseminated zu hören (2006).
- Sugar Free Jazz ist in einer Episode der US-amerikanischen Serie „Malcolm mittendrin“ zu hören.
- 2004 war Circles in dem Film „Walking Tall – Auf eigene Faust“ zu hören. Auch die FOX-Serie „Undeclared“ benutzte die Single in ihrer ersten Episode.
- Im Playstationspiel „Gran Turismo 2“ hört der Spieler Super Bon Bon.
- In Folge 16, Staffel 5 der Serie Dr. House ist der Song 300 $ zu hören.
- In Folge 2, Staffel 6 der Serie The Blacklist und in Folge 7, Staffel 2 der Serie Reacher ist der Song "Super Bon Bon" zu hören.

## Die Auflösung und danach
Im März 2000 gab die Band offiziell ihre Auflösung bekannt. Obwohl in der Pressemeldung auf ihrer Website http://soulcoughing.com von einer einvernehmlichen Trennung die Rede war, schien es mehrere Probleme unter den einzelnen Mitgliedern gegeben zu haben. Hinzu kam die damalige Heroinsucht Mike Doughtys, der nach 2000 nicht mehr in Kontakt zu den anderen ehemaligen Bandmitgliedern stand. Außerdem wollten sich die einzelnen Künstler intensiver ihren Soloprojekten widmen. In einer Pressemitteilung gab Doughty am 20. Juni 2024 an, dass er den anderen Bandmitglieder eine E-Mail geschrieben habe, in der er eine gemeinsame Tour durch die USA in Originalbesetzung 25 Jahre nach dem letzten gemeinsamen Konzert vorgeschlagen habe. Nach einiger Bedenkzeit haben alle Bandmitglieder zugestimmt.
- Mike Doughty ist seit der Auflösung der Band als Solokünstler unterwegs und hat mehrere Tonträger herausgebracht:
  - Skittish (LP, 2000)
  - Rockity Roll (EP, 2003)
  - Skittish/Rockity Roll (Re-Release, 2004)
  - Haughty Melodic (LP, 2005)
  - Golden Delicious (LP, 2008)
  - Yes and also yes (LP, 2011)

- Mark De Gli Antoni
  - widmete sich der Komposition von Filmmusik, u. a. Cherish und Marie & Bruce
  - veröffentlichte schon 1999 die LP Horse Tricks

- Yuval Gabay gründete die Band UV Ray und arbeitete u. a. mit Roni Size, Suzanne Vega, John Scofield und Neil Finn zusammen.

- Sebastian Steinberg arbeitete u. a. mit David Byrne, Neil Finn, William Shatner und Yerba Buena zusammen und ist auch Mitglied von UV Ray.

## Sonstiges
- Namensgeberin des Albums Ruby Vroom war Ruby Froom, die Tochter des Produzenten des Albums. Der aus Israel stammende Yuval Gabay lieferte mit seiner Aussprache des Namens den späteren Albumtitel.[4]
- Der Albumtitel Irresistible Bliss ist eine Anspielung auf Mike Doughtys Lieblingslied von Prince Irresistible Bitch, das im Jahr 1983 als B-Seite erschien.[4]
- El Oso ist spanisch und heißt „Der Bär“. Der Name rührt von einer Angewohnheit Sebastian Steinbergs her, der immer einen Bär auf seine Setlist gemalt haben wollte.[4]
- Der Bandname stammt nach Aussagen Mark De Gli Antonis aus einem Gedicht Mike Doughtys, in dem es um Neil Young geht, der sich in seinem Bus übergibt. Da ein Freund Doughtys für „sich übergeben“ den Begriff „Soul Coughing“ benutzt hatte, adaptierte Doughty ihn in seinem Gedicht.[5]